# Yannick Lesourd
Yannick Lesourd (* 3. April 1988 in Dreux) ist ein französischer Sprinter.
2007 wurde er Vizeeuropameister bei den Junioren über 100 Meter.
Im Jahr darauf wurde er bei den Französischen Meisterschaften Dritter über 100 Meter und daraufhin für die französische Staffel bei den Olympischen Spielen in Peking nominiert, die jedoch im Vorlauf der 4-mal-100-Meter-Staffel ausschied.
Bei den Leichtathletik-Weltmeisterschaften 2011 in Daegu gehörte er zum französischen Quartett, das Silber in der 4-mal-100-Meter-Staffel gewann.
Yannick Lesourd ist 1,75 m groß und wiegt 65 kg. Er wird von Guy Ontanon trainiert und startet seit 2009 für Lagardère Paris Racing.

## Persönliche Bestzeiten
- 60 m: 6,73 s, 13. Februar 2010, Aubière
- 100 m: 10,29 s, 29. Juli 2011, Albi
- 200 m: 21,04 s, 10. Juli 2011, Paris
  - Halle: 21,58 s, 3. Februar 2010, Reims